# チャールズ・ウォロップ
チャールズ・ウォロップ閣下（英語: Hon. Charles Wallop、1722年12月12日 – 1771年8月11日）は、グレートブリテン王国の政治家。

## 生涯
初代リミントン子爵ジョン・ウォロップ（1743年にポーツマス伯爵に叙爵）とブリジット・ベネット（Bridget Bennet、1696年9月3日洗礼 – 1738年10月12日、初代タンカーヴィル伯爵チャールズ・ベネットの娘）の三男として、1722年12月12日に生まれた。1732年から1739年までウィンチェスター・カレッジで教育を受けた後、1740年にケンブリッジ大学コーパス・クリスティ・カレッジに入学、1743年にM.A.の学位を修得した。
1747年イギリス総選挙でウィットチャーチ選挙区から出馬して、無投票で庶民院議員に当選した。1754年イギリス総選挙で立候補せず、議員を退任した。
1771年8月11日、生涯未婚のままハックニーで死去した。